# SFRP5
SFRP5‏ (Secreted frizzled related protein 5) هوَ بروتين يُشَفر بواسطة جين SFRP5 في الإنسان.